# Unuk (rivière)
La rivière Unuk est un cours d'eau d'Alaska, aux États-Unis et de Colombie-Britannique au Canada.

## Description
Longue de 28 milles (45 km), elle prend sa source en Colombie-Britannique dans un glacier de la Chaîne Côtière et coule en direction du sud-ouest jusqu'au canal Behm, au nord-est de Ketchikan. Son parcours traverse le Monument national Misty Fiords.
Son nom indien lui a été attribué en 1880.

## Sources
- (en) « Unuk (rivière) », Geographic Names Information System